# Frants Banner
Frants Banner (død 24. juli 1575) var en dansk lensmand.
Han var en søn af rigsmarsk Erik Eriksen Banner og dennes første frue. Han nævnes første gang 1546, da han var forlenet med provstiet i Aarhus; formodentlig tjente han alt den gang ved hove, thi to år efter træffer vi ham og hans broder Axel Banner som hofsinder i det store brudefølge, som ledsagede prinsesse Anna til Sachsen. 1550 blev han lensmand på Holbæk, men fratrådte atter dette len 1554, da han ved faderens død blev dennes efterfølger som lensmand på Kalø. Her blev han dog kun tre år, men blev da forlenet med Børglum Kloster, som han beholdt til året før sin død. I Den Nordiske Syvårskrig gjorde han god tjeneste som ritmester over den jyske fane og deltog bl.a. i Slaget ved Axtorna. Efter sin fader havde han arvet Kokkedal, og med sin frue, Anne Johansdatter Oxe (begravet 4. maj 1581 i Torslev Kirke), datter af Johan Oxe og Peder Oxes søster, fik han Gisselfeld og Ryegård i Sjælland; den sidste gård ombyttede han ved mageskifte med Ø Nonnekloster i Jylland, som han til ære for sin hustru gav navnet Oxholm. Frants Banner døde 24. juli 1575 og blev begravet i Torslev Kirke. Fru Anne, der kun overlevede sin ægtefælle i seks år, havde skænket ham to døtre. 